# Amnirana darlingi
Amnirana darlingi là một loài ếch trong họ Ranidae.
Nó được tìm thấy ở Angola, Botswana, Cộng hòa Dân chủ Congo, Malawi, Mozambique, Namibia, Zambia, và Zimbabwe.
Các môi trường sống tự nhiên của chúng là các khu rừng khô nhiệt đới hoặc cận nhiệt đới, rừng ẩm vùng đất thấp nhiệt đới hoặc cận nhiệt đới, xavan ẩm, vùng đất ẩm có cây bụi nhiệt đới hoặc cận nhiệt đới, đồng cỏ nhiệt đới hoặc cận nhiệt đới vùng ngập nước hoặc lụt theo mùa, sông, đầm nước, hồ nước ngọt, đầm nước ngọt, đất canh tác, vùng đồng cỏ, khu vực trữ nước, và ao.

## Hình ảnh

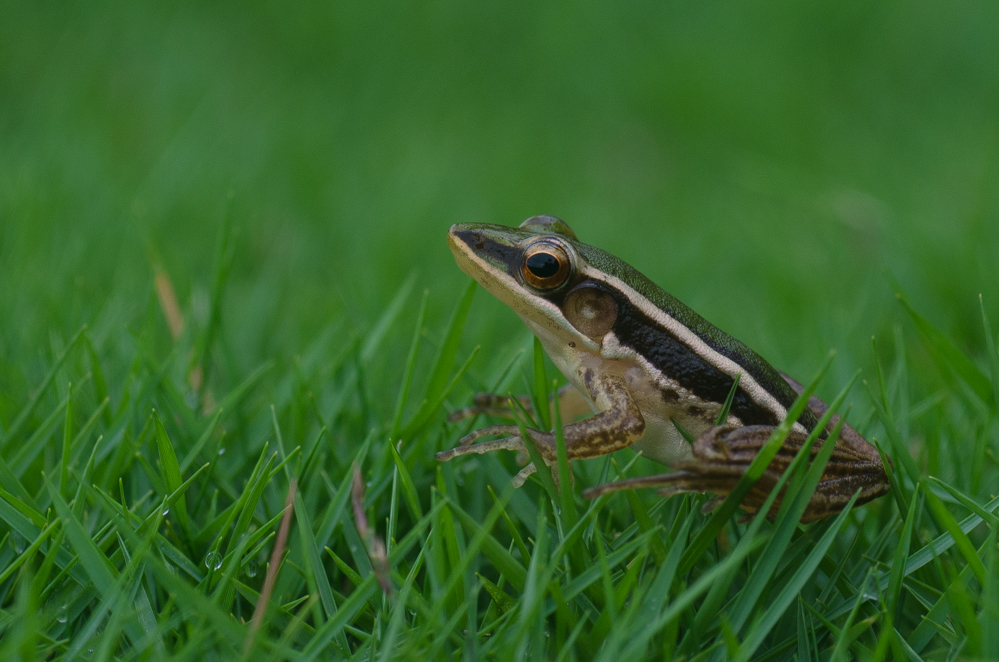